# Denkmaltopographie Bundesrepublik Deutschland

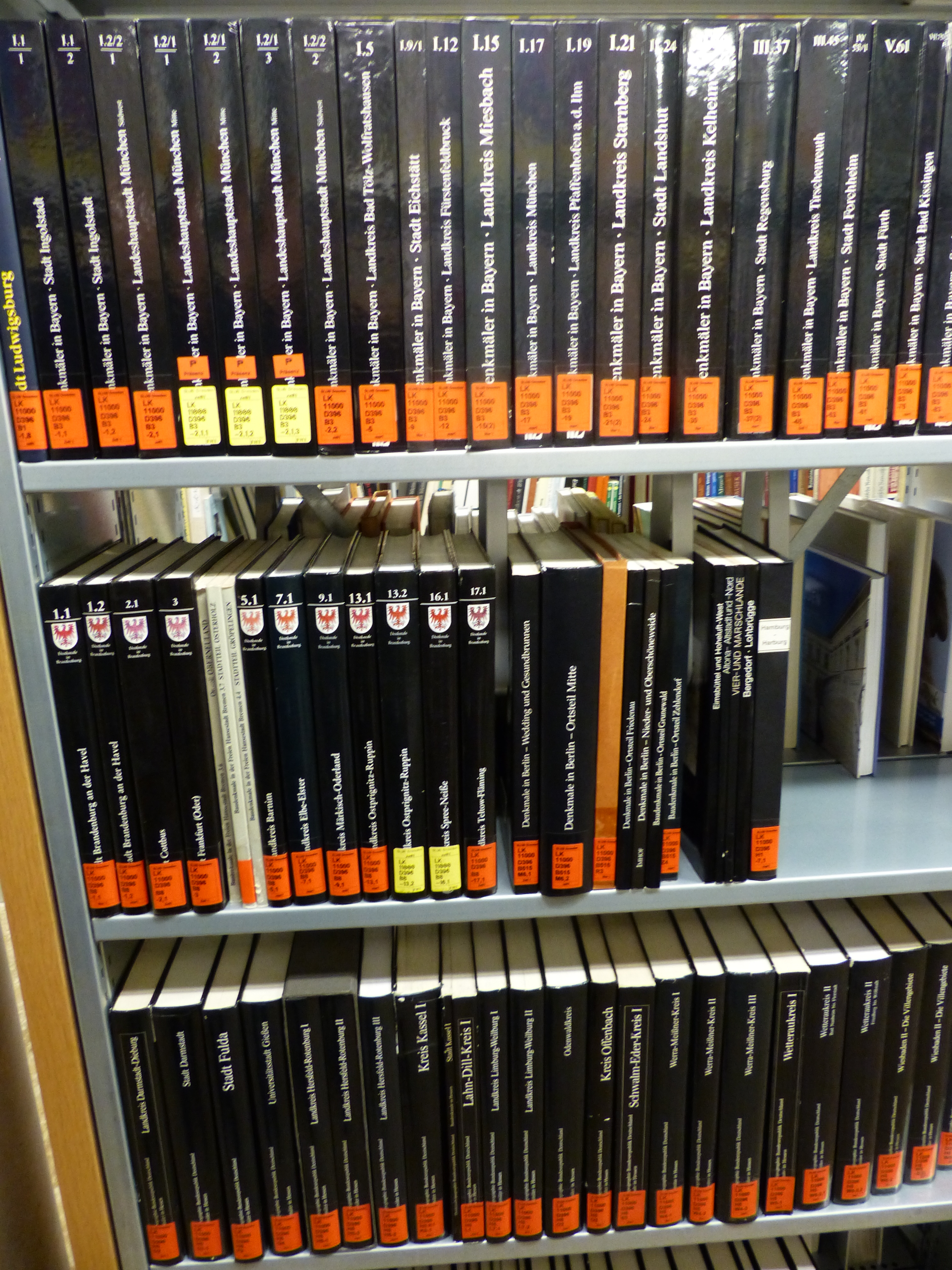
Bände der Denkmaltopographie Bundesrepublik Deutschland in der SLUB

Die Denkmaltopographie Bundesrepublik Deutschland ist eine mehrbändige Schriftenreihe, die zu erstellen von der Ständigen Konferenz der Kultusminister der Länder empfohlen wurde. Ihr Ziel ist, die Baudenkmäler in Deutschland vollständig zu erfassen und einheitlich darzustellen. Die ersten Bände erschienen 1981 und 1982 in Bremen, Hessen und Niedersachsen.

## Geschichte
Das Konzept der deutschen Denkmaltopographie wurde – etwa gleichzeitig mit der Neuordnung des Denkmalrechts durch die Bundesländer – Anfang der 1970er Jahre erprobt. Es löste das seit dem 19. Jahrhundert verfolgte Konzept der Großinventare ab, das eine sehr detaillierte Erfassung und Beschreibung der Kulturdenkmale und ihrer einzelnen Elemente bis hin zu Raumausstattungen vorsah. Dieses Konzept war gescheitert, weil sich der Denkmalbegriff seit dem 19. Jahrhundert stark erweitert hatte und die für Großinventare erforderliche umfangreiche Arbeit für die große Zahl der Denkmäler nicht mehr leistbar war.
Die Ergebnisse der Erprobung gingen 1978 in den Beschluss der Kultusministerkonferenz zu einer Dokumentation Baudenkmäler in der Bundesrepublik Deutschland ein. Der Titel Denkmaltopographie wurde 1980 auf der 65. Amtschefkonferenz der Landesdenkmalämter beschlossen. Um den Beschluss in der Praxis umzusetzen, erarbeiteten die Denkmalämter der Länder Richtlinien, die sie 1981 veröffentlichten. Noch im selben Jahr erschien der erste Teilband der Denkmaltopographie. Allerdings haben sich in der Praxis nicht diese deutschlandübergreifenden Richtlinien durchgesetzt, vielmehr haben Denkmalämter einzelner Bundesländer eigene Richtlinien aufgestellt, die sich zwar an den übergreifenden Richtlinien anlehnen, aber voneinander abweichen. Damit weichen auch die Gestaltungen der Topographien der Bundesländer im Einzelnen voneinander ab. Dies führte sogar zu der Beurteilung, dass eine einheitliche Reihe nicht vorliege.

## Inhalt

### Grundsätze
In der Denkmaltopographie werden die Kulturdenkmale nach Art, Verteilung und struktureller Beziehung dargestellt: „In sinnvoller Verbindung von Text und Abbildung hat sie die Denkmalstrukturen sowohl der zu bearbeitenden topographischen Einheit als auch die der einzelnen kartographischen Darstellungen zu erläutern.“ Zudem verfolgt die Denkmaltopographie einen aufklärerischen Ansatz: „Die Allgemeinheit soll damit auf ihre Verantwortung für das historische Erbe hingewiesen und zu dessen Erhaltung verpflichtet werden.“
Mit dem Werk wird eine flächendeckende Wiedergabe der Kulturdenkmale in Deutschland angestrebt. Es werden sowohl Einzeldenkmale als auch Flächendenkmale (Ensembles) dargestellt. Alle Positionen sollen nach Gauß-Krüger-Koordinaten identifizierbar sein. Diesem Ziel dienen topographische Karten im einheitlichen Maßstab 1:50.000, parzellenhaft auch im Maßstab 1:5.000 und in Ausnahmefällen im Maßstab 1:10.000. Jeder Band enthält eine Übersichtskarte des jeweiligen Bundeslandes, in der das dargestellte Gebiet gekennzeichnet ist. Den einzelnen Bänden vorangestellt finden sich Aufsätze, die in das jeweilige Bearbeitungsgebiet historisch-topografisch einführen. Die Bände schließen in der Regel mit Register, Literaturverzeichnis und Glossar.
Nicht aufgenommen werden „abgegangene“, also zerstörte oder verlorene Denkmale, und – mit wenigen Ausnahmen – Bodendenkmale.

### Erscheinungsform
Die Bände erscheinen länderübergreifend in einheitlichem DIN-A4-Format und einem schwarzen Einband mit dem Titelfoto eines repräsentativen Denkmals aus dem jeweiligen Band. Auch die Signatur der Bände ist länderübergreifend einheitlich. Denkmale werden durch folgende Farbsignaturen unterschieden:
- Rot: Baudenkmale
- Rosa Gesamtanlagen (Ensembles)
- Grün: Grünflächen, also Denkmäler des Garten- und Landschaftsbaus und Grünzüge. Innerhalb von Gesamtanlagen: hellgrün
- Blau: Denkmale des Wasserbaus, innerhalb von Gesamtanlagen: hellblau

Gleichwohl gelang es nicht, die Bände länderübergreifend einheitlich zu gestalten. Sie weichen sowohl in der Objektauswahl als auch in der Art der Darstellung erheblich voneinander ab. Das wird sowohl von den unterschiedlichen Rechtsgrundlagen als auch von unterschiedlichen Erfassungstraditionen der einzelnen Länder verursacht. Andere Änderungen scheinen eher willkürlich das ursprünglich einheitlich gedachte Erscheinungsbild zu durchbrechen, so etwa ein blauer Einband in Baden-Württemberg oder ein dreibändiger „Vorspann“ zur Denkmaltopographie der Stadt Freiberg, was das übliche Format vollständig sprengte.
Die Bände erscheinen in der Regel in der Verantwortung der örtlich zuständigen Denkmalfachbehörde (Landesamt für Denkmalpflege), die auch als Herausgeber auftritt.

## Bearbeitungsstand
| Bundesland             | 1988 | 1997 | 2005   | 2011 | 2018 |
| ---------------------- | ---- | ---- | ------ | ---- | ---- |
| Baden-Württemberg      | –    | –    | 1      | 6    |      |
| Bayern                 | 4    | 12   | 19     | 26   |      |
| Berlin                 | –    | 4    | 7      | 12   |      |
| Brandenburg            | –    | 3    | 8      | 11   |      |
| Bremen                 | 3    | 3    | 3      | 3    |      |
| Hamburg                | 2    | 3    | 5      | 5    |      |
| Hessen                 | 6    | 17   | 22     | 51   | 59   |
| Mecklenburg-Vorpommern | 8    | 14   | 19     | 22   |      |
| Niedersachsen          | 8    | 14   | 20     | 22   |      |
| Nordrhein-Westfalen    | –    | 2    | 2      | 3    |      |
| Rheinland-Pfalz        | 5    | 16   | 23     | 30   |      |
| Saarland               | –    | –    | 0      | –    |      |
| Sachsen                | –    | 1    | 4      | 4    |      |
| Sachsen-Anhalt         | –    | –    | 12 + 1 | ?    |      |
| Schleswig-Holstein     | –    | 1    | 2      | 4    |      |
| Thüringen              | –    | –    | 0      | 5    |      |

Für eine flächendeckende Gesamterfassung wird ein Umfang von etwa 800 Bänden erwartet, was nach bisheriger Geschwindigkeit der Publikation um das Jahr 2100 erreicht werden könnte. Ob es je dazu kommen wird, erscheint angesichts des relativ langsamen Fortschritts des Projekts fraglich. Zum einen gibt es inzwischen elektronische Formen der Veröffentlichung, die dafür weit besser geeignet erscheinen. Zum anderen ist jetzt schon zu erkennen, dass die in den älteren Bänden dargestellten Kulturdenkmäler zum Teil verändert oder beseitigt wurden, aber auch neue hinzugekommen sind, weil jüngere Objekte, die damals noch nicht als Kulturdenkmäler eingestuft wurden, inzwischen als solche bewertet werden. Die älteren Bände zeigen so nicht mehr den tatsächlichen Bestand an Denkmälern.

## Länderreihen
Die Reihentitel-Zusätze in den einzelnen Ländern werden durch die jeweiligen Landesdenkmalschutzgesetze beeinflusst, die Bezeichnungen wie Denkmäler oder Kulturdenkmale vorgeben.
- Baden-Württemberg: Denkmaltopographie Bundesrepublik Deutschland. Kulturdenkmale in Baden-Württemberg (seit 2002); ergänzend: Ortskernatlas Baden-Württemberg (seit 1984)
- Bayern: Denkmaltopographie Bundesrepublik Deutschland. Denkmäler in Bayern (seit 1985)
- Berlin: Denkmaltopographie Bundesrepublik Deutschland. Denkmale in Berlin; zuvor: Denkmaltopographie Bundesrepublik Deutschland. Baudenkmale in Berlin (seit 1988)
- Brandenburg: Denkmaltopographie Bundesrepublik Deutschland. Denkmale in Brandenburg (seit 1994)
- Bremen: Denkmaltopographie Bundesrepublik Deutschland. Baudenkmale in der Freien Hansestadt Bremen (seit 1982)
- Hamburg: Denkmaltopographie Bundesrepublik Deutschland. Hamburg-Inventar (seit 1986)
- Hessen: Denkmaltopographie Bundesrepublik Deutschland. Kulturdenkmäler in Hessen (seit 1982)
- Mecklenburg-Vorpommern:
- Niedersachsen: Denkmaltopographie Bundesrepublik Deutschland. Baudenkmale in Niedersachsen (seit 1981)
- Nordrhein-Westfalen: Denkmaltopographie Bundesrepublik Deutschland. Denkmäler im Rheinland (seit 1988)
- Nordrhein-Westfalen: Denkmaltopographie Bundesrepublik Deutschland. Denkmäler in Westfalen (seit 2015)
- Rheinland-Pfalz: Denkmaltopographie Bundesrepublik Deutschland. Kulturdenkmäler in Rheinland-Pfalz (seit 1985)
- Saarland: bisher keine Publikationen
- Sachsen: Denkmaltopographie Bundesrepublik Deutschland. Denkmale in Sachsen (seit 1994)
- Sachsen-Anhalt: Denkmalverzeichnis Sachsen-Anhalt (seit 1993)
- Schleswig-Holstein: Denkmaltopographie Bundesrepublik Deutschland. Kulturdenkmale in Schleswig-Holstein (seit 1995)
- Thüringen: Denkmaltopographie Bundesrepublik Deutschland. Kulturdenkmale in Thüringen (seit 2005)

## Sekundärliteratur
nach Autoren / Herausgebern alphabetisch geordnet
- Marcus Cante: Denkmaltopographie Land Brandenburg – Richtlinien. In: Kommunalwissenschaftliches Informationszentrum (Hrsg.): Situation der Denkmalpflege und Denkmaltopographie = Soziale Fragen und Kultur 02/2005, S. 159–163.
- Claus-Peter Echter: Zur Denkmaltopographie als Instrument der Denkmalerfassung. In: Kommunalwissenschaftliches Informationszentrum (Hrsg.): Situation der Denkmalpflege und Denkmaltopographie = Soziale Fragen und Kultur 02/2005, S. 135–137.
- Claus-Peter Echter: Die Denkmaltopographie als Erfassungsinstrument und kulturgeschichtliches Unternehmen. Deutsches Institut für Urbanistik, Berlin 2006, ISBN 978-3-88118-409-0
- Achim Hubel: Die Denkmaltopographie der Bundesrepublik Deutschland. Kritischer Vergleich und Resümee. In: Kommunalwissenschaftliches Informationszentrum (Hrsg.): Situation der Denkmalpflege und Denkmaltopographie = Soziale Fragen und Kultur 02/2005, S. 167 ff.
- Achim Hubel: Inventare: Geschichte – Wandlungen – Perspektiven. In: Birgit Franz, Gabi Dolff-Bonekämper (Hrsg.) Sozialer Raum und Denkmalinventar. Vorgehensweisen zwischen Erhalt, Verlust, Wandel und Fortschreibung (= Veröffentlichungen des Arbeitskreises Theorie und Lehre der Denkmalpflege, Bd. 17, Jahrestagung in Leipzig, 4. bis 6. Oktober 2007). Sandstein, Dresden 2007. ISBN 978-3-940319-42-5, S. 45–52.
- Mario Titze: Vom Experiment zur Schwerpunktaufgabe. Die „Denkmaltopographie Bundesrepublik Deutschland“ als Zukunftsprojekt. In: Die Denkmalpflege, Heft 1/2011, S. 49–57. (Digitalisat auf degruyterbrill.com, abgerufen am 19. April 2025).
- Vereinigung der Landesdenkmalpfleger in der Bundesrepublik Deutschland (Hrsg.): Arbeitsblatt Nr. 41, Bibliografie Denkmaltopographie Bundesrepublik Deutschland. Auflistung aller bisher erschienenen Bände nach Bundesländern sortiert, erarbeitet von der Arbeitsgruppe Inventarisation im Frühjahr 2011. (Digitalisat auf denkmaltopographie-bw.de, abgerufen am 19. April 2025)